# 易孔贊
易孔贊，號南虹，四川成都府華陽縣人，民籍。

## 生平
萬曆四十三年（1615年）中式乙卯科四川鄉試第五十五名舉人，四十四年（1616年）連捷丙辰科錢士升榜三甲二百二十五名進士，户部觀政，授應城縣知縣，四十六年本省同考，四十七年調襄陽縣，天啓二年降河南按察司检校，六年升山东陵县知县，七年升兖州府推官，崇祯元年擢户部主事，三年管理太倉銀庫。四年升员外郎，本年升荆州知府，五年降调，八年京察。

## 家族
曾祖易大用。祖父易仕俊，监生。父易禄，儒官。